# Boccacciomymar evanescens
Boccacciomymar evanescens is een vliesvleugelig insect uit de familie Mymaridae. De wetenschappelijke naam is voor het eerst geldig gepubliceerd in 1915 door Waterhouse.